# كيفن جوناس
كيفن جوناس بولس الثاني (بالإنجليزية: Kevin Jonas)‏ (ولد في 5 نوفمبر 1987) المعروف أيضا باسم كيفن جوناس ولد في تينيك في نيو جيرسي في الولايات المتحدة الأمريكية وهو مغني أمريكي، وعضو سابق في فرقة الإخوة جوناس مع إخوته جو جوناس ونيك جوناس. متزوج من دانييل ديلياسا [بحاجة لمصدر] ولديه ابنه تدعى الينا روز جوناس التي ولدت في عام 2014[بحاجة لمصدر].

## روابط خارجية
- كيفن جوناس على موقع IMDb (الإنجليزية)
- كيفن جوناس على موقع الموسوعة البريطانية (الإنجليزية)
- كيفن جوناس على موقع روتن توميتوز (الإنجليزية)
- كيفن جوناس على موقع ألو سيني (الفرنسية)
- كيفن جوناس على موقع ميوزك برينز (الإنجليزية)
- كيفن جوناس على موقع أول موفي (الإنجليزية)
- كيفن جوناس على موقع إن إن دي بي (الإنجليزية)
- كيفن جوناس على موقع ديسكوغز (الإنجليزية)
- كيفن جوناس على موقع قاعدة بيانات الفيلم (الإنجليزية)
- كيفن جوناس على موقع كينوبويسك (الروسية)